# Bowang
Bowang är ett stadsdistrikt i staden Ma'anshan i provinsen Anhui i östra Kina.
Bowang är indelat i tre  köpingar.
- Bowang (博望镇)
- Danyang (丹阳镇)
- Xinshi (新市镇)